# Karl-Petter Thorwaldsson
Karl-Petter „Kålle” Thorwaldsson (ur. 26 grudnia 1964 w m. Kosta) – szwedzki polityk i związkowiec, działacz Szwedzkiej Socjaldemokratycznej Partii Robotniczej, w latach 2014–2020 przewodniczący centrali związkowej Landsorganisationen i Sverige, od 2021 do 2022 minister.

## Życiorys
Kształcił się w szkole średniej, od 1983 związany z działalnością związkową. W drugiej połowie lat 80. zasiadał w radzie miejskiej w Växjö. Członek Szwedzkiej Socjaldemokratycznej Partii Robotniczej, w latach 1990–1995 pełnił funkcję przewodniczącego jej organizacji młodzieżowej SSU. W latach 1995–1996 pracował jako doradca w biurze premiera, później przez trzy lata kierował wydziałem informacji w strukturze swojej partii. W 2001 dołączył do komitetu programowego socjaldemokratów, w późniejszym czasie wszedł w skład władz centralnych partii. Od 1999 etatowy działacz organizacji związkowej IF Metall, odpowiadał w jej centrali za sprawy polityczne. W latach 2000–2012 kierował Arbetarnas bildningsförbund, sekcją edukacyjną szwedzkiego ruchu związkowego. Od 2012 do 2020 pełnił funkcję przewodniczącego konfederacji związkowej LO. W 2014 został wiceprzewodniczącym Międzynarodowej Konfederacji Związków Zawodowych.
W listopadzie 2021 w nowo powołanym rządzie Magdaleny Andersson objął urząd ministra przedsiębiorczości i innowacji. Stanowisko to zajmował do października 2022.